# الآلهة عطشى
الآلهة عطشى (Les Dieux ont soif) هي رواية كتبها الأديب الفرنسي أناتول فرانس ونُشرت لأول مرة عام 1912. تعتبر واحدة من أبرز الروايات التي تناولت فترة عهد الإرهاب إبان الثورة الفرنسية، وقد نالت استحسان النقاد آنذاك ولا تزال تدرّس كأحد النماذج الكبرى للرواية التاريخية الفرنسية في القرن العشرين.

## الخلفية والنشر
في عام 1950، أُدرجت الرواية في قائمة جائزة أفضل روايات نصف القرن في فرنسا. وقد كتبت ماري كلير بانكارت في مقدمتها لطبعة غاليمار (سلسلة فوليو) أن: «رواية الآلهة 'عطشى 'هي من أجمل الروايات التاريخية التي كُتبت عن تلك الفترة، منذ ولادة عهد الإرهاب وحتى أفوله بفعل ردة فعل تيرميدور».

## ملخص الرواية
تروي الرواية صعود وسقوط إيفاريست جاميلان، وهو رسام شاب يقطن باريس وينخرط في نشاطات القسم الثوري لحي بون نوف. تتبع الرواية مسيرته خلال سنوات الإرهاب، ولا سيما بين العامين الثاني والثالث من التقويم الجمهوري الفرنسي (1793-1794).كان جاميلان من أشد أنصار روبسبيير ومارا، ومؤمناً بالعنف الثوري كوسيلة لتطبيق العدالة. يُعين كعضو في المحكمة الثورية، وهناك يبدأ في إصدار أحكام الإعدام ضد خصوم الثورة ومعارضيه المفترضين، مدفوعًا بمثالية متطرفة تتحول تدريجيًا إلى جنون سلطوي.علاقته العاطفية مع إيلودي، ابنة تاجر المطبوعات، تكشف تناقضًا حادًا بين الرقة والحنان وبين الوحشية السياسية. يتورط في النهاية بإصدار حكم الإعدام على رجل يدعى جاك موبيل بدافع الغيرة، ظنًا منه أنه عشيق سابق لإيلودي، ليكتشف لاحقًا أنه كان مخطئًا. ينتهي به المطاف معتقلاً ومعدومًا بالمقصلة، تمامًا كما أعدم ضحاياه من قبل.يصوّر أناتول فرانس شخصية جاميلان كنموذج للإنسان الذي يضيع بين المثاليات الثورية والتطبيقات الدموية. فرغم أنه بدأ مساره بشغف للعدالة والمساواة، فإن انغماسه في آلة القتل الثوري جعله جلادًا، قبل أن يتحول إلى ضحية.يُعدُّ موريس بروتو، النبيل السابق الذي يحتفظ بنظرته العقلانية للثورة، بمثابة صوت المؤلف داخل النص، حيث يُبرز أناتول فرانس عبره نقدًا مبطنًا للعنف الثوري بوصفه انحرافًا عن القيم التي بشّرت بها الثورة الفرنسية.وقد أشار جوزيف كونراد إلى قدرة أناتول فرانس على «تحليل الأوهام كما لو كانت حقائق أزلية»، واعتبر أن هذه النظرة هي تعبير عن تعاطف إنساني عميق.

## الأثر الأدبي
عدّت الرواية محطة بارزة في تطور الرواية التاريخية الفرنسية، وجرى مقارنتها بأعمال فيكتور هوغو وتولستوي من حيث النظرة الإنسانية لأبطالها، ودمجها ما بين السرد التاريخي والتأمل الأخلاقي.